# 蕭巖母斤
宣簡皇后蕭氏（9世纪—933年12月18日），名巖母斤，遙輦氏宰相剔剌女兒。遼德祖耶律撒剌的之妻，辽太祖耶律阿保机生母。
蕭巖母斤的事跡不詳，只知她生五子：兒子遼太祖耶律阿保機（872年生）、耶律剌葛、耶律迭剌、許國王耶律寅底石及東丹王耶律安端，以及一女。辽太祖登基后，尊为皇太后。辽太宗登基后，尊为太皇太后。天顯八年（933年）她去世，祔葬德陵，诏建碑于陵上，后来碑已不存。重熙二十一年（1052年），遼興宗追上諡號為宣簡皇后。